# Río Ashburton
El río Ashburton se encuentra dentro de la región de Pilbara en Australia Occidental.

## Geografía
El río nace a unos 100 km al sur de Newman y fluye en dirección oeste-noroeste hasta desembocar en el océano Índico a unos 20 km al suroeste de Onslow. La autopista costera del noroeste cruza el río en Nanutarra. El río tiene una longitud de unos 680 kilómetros. La cuenca del río tiene una superficie de 66.850 kilómetros cuadrados e incluye las ciudades de Paraburdoo y Tom Price.

## Afluentes
Algunos de los afluentes más grandes del río Ashburton incluyen el río Beasley, el río Henry, el río Hardey y el río Ethel. Algunos de los afluentes más pequeños son los arroyos Duck, Turee, Tunnel ,, Stockyard, Gorge, Goldfields, Peepingee y Jubricoo, además del río Angelo.

## Historia

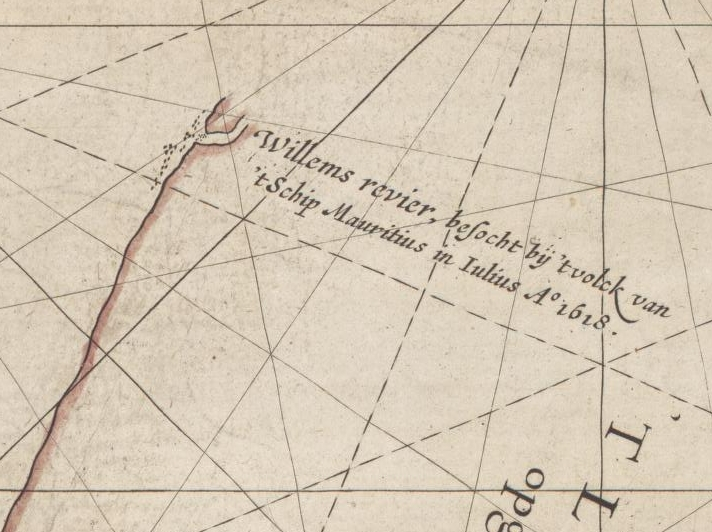
Caert van't Landt van d'Eendracht, detalle ampliado que muestra el río Willem por Hessel Gerritsz.

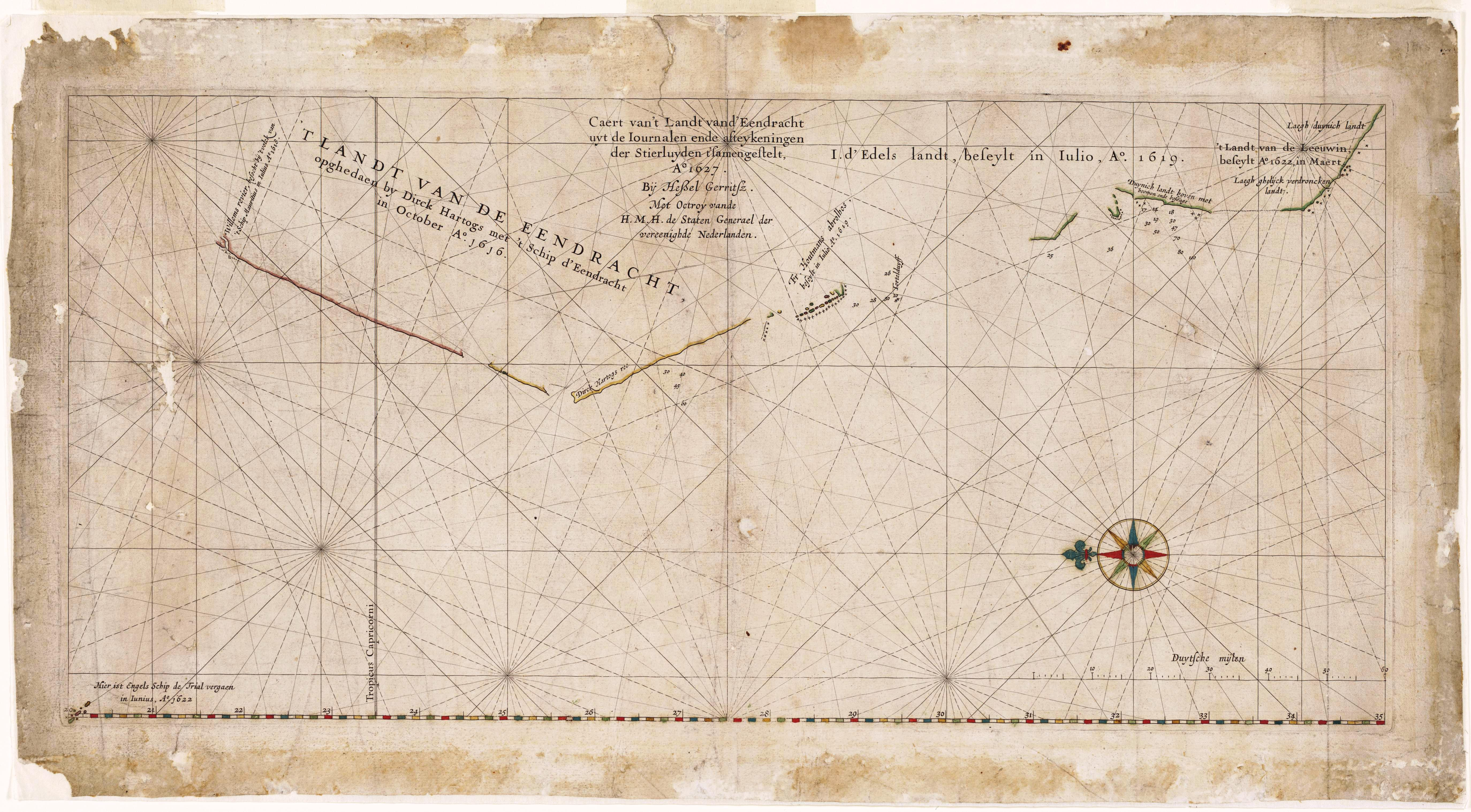
Caert van't Landt van d'Eendracht

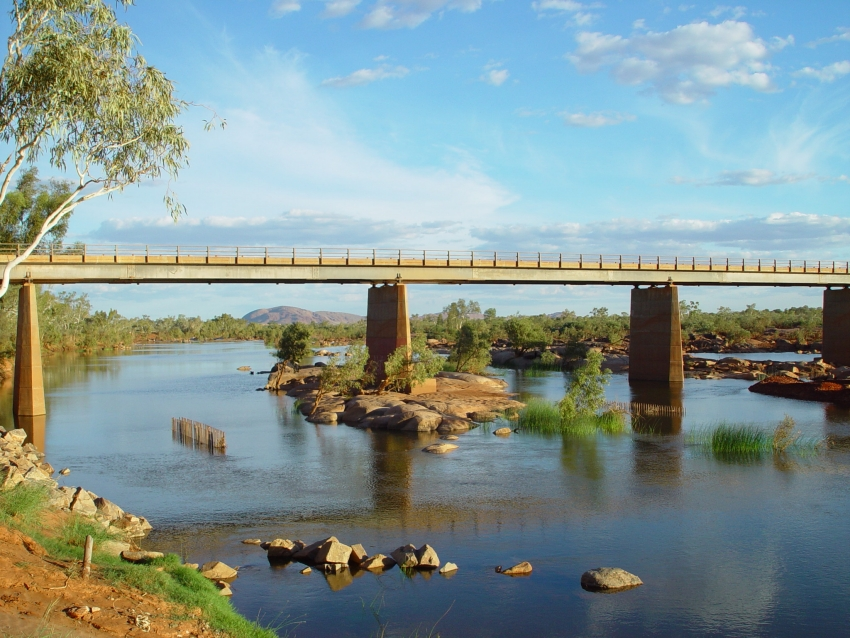
El río Ashburton, cerca del bar de carretera de Nanutarra

La zona en que desagua el río Ashburton fue visitada por primera vez por los europeos en 1618, cuando el barco Mauritius de la Compañía Neerlandesa de las Indias Orientales, al mando del supercargo Willem Janszoon y capitaneado por Lenaert Jacobszoon, se encontró con la costa de Australia Occidental, y trazó un mapa de un río al que llamaron «río Willem». Fue uno de los pocos accidentes nombrados en la Caert van't Landt van d'Eendracht [Mapa del país de Eendracht] una carta náutica realizada en 1627 por Hessel Gerritsz y uno de los primeros mapas que muestran la costa de Australia Occidental. El mapa muestra, en el extremo izquierdo (norte),  la anotación «Willems revier, besocht by 't volck van 't Schip Mauritius in Iulius A° 1618» [El río de Willem, visitado por la tripulación del barco Mauritius en julio de 1618]. Janszoon había sido el capitán del Duyfken en 1605-1606, cuando se cartografió parte del golfo de Carpentaria, durante la primera visita documentada a Australia por un barco de Europa.
El detalle de la posición del río en la carta respalda la afirmación de que se trata del río Ashburton, que, al estar a 21º40'S y 114ºE, es casi exactamente la latitud indicada en el mapa, y dada por Hessel Gerritsz como 21 grados 45 minutos latitud sur. El mapa está orientado con el norte a la izquierda, mostrando las líneas de latitud desde el paralelo 20 sur hasta el paralelo 35 sur en la base del mapa. Las líneas de latitud parecen ser muy precisas y coinciden con rasgos conocidos a lo largo del mapa.
Otros factores que corroboran que se trata del río Ashburton es que, una vez en la desembocadura, da un giro de casi 90 grados hacia el noreste, tal y como se muestra en el mapa, y la cabecera norte de la desembocadura del río coincide estrechamente con la forma de la cabecera que se muestra en el mapa.
El municipio de Onslow estaba situado en la desembocadura del río Ashburton, donde se utilizaba un embarcadero como puerto de la ciudad y de la región, pero una vez que se completó la nueva instalación portuaria de aguas profundas en el punto de Beadon, a 15 kilómetros al norte del antiguo emplazamiento de la ciudad, ésta se trasladó.

## Fauna
El río alberga una gran variedad de peces, como el barramundi y el jurel de manglar. También se ha visto algún cocodrilo de agua salada en el río. En las orillas del río se pueden encontrar especies de aves como cisnes negros, garzas estriadas, avutardas australianas y zarcillos.